# María Teresa Pomar
 (juillet 2024).
María Teresa Pomar est une collectionneuse, chercheuse et promotrice de l'artisanat mexicain et de l'art populaire ainsi que des communautés qui leur sont associées. Elle commence comme collectionneuse, puis travaille avec des musées pour promouvoir l'artisanat, puis fonde un certain nombre de musées et d'autres organismes dans le même but. Elle devient l'une des expertes mexicaines les plus éminentes en la matière, en tant que directrice de différentes organisations et juge de concours au Mexique et à l'étranger. Elle est décédée en 2010 alors qu'elle est directrice du Musée universitaire d'arts populaires de l'université de Colima, qui change son nom en son honneur.

## Biographie
Elle naît le 15 décembre 1919 à Guanajuato, dans l'État de Guanajuato. Encore enfant, elle déménage à Guadalajara, dans l'état de Jalisco, à la suite de son père qui est musicien professionnel[réf. souhaitée]. Là, sa mère meurt alors qu'elle n'a que huit ans et elle est élevée par sa grand-mère Antonia Badajos.
À partir de 1940, elle commence à collectionner des objets d'artisanat et d'art populaire mexicains. Au début, elle garde ses acquisitions dans son appartement, mais bientôt il déborde et elle loue l'appartement d'en face pour l'utiliser comme entrepôt[réf. souhaitée]. Plus tard, elle fait l'acquisition d'une maison à Coyoacán, qui est plus grande, pour accueillir sa collection grandissante qui comprend des textiles, du verre, des miniatures, des jouets, des cartonnages, des niños dios (enfant Jésus), des crèches et beaucoup plus.
Elle décède le 12 janvier 2010 à Mexico. Elle est enterrée au Panteón Jardín (es) à Mexico.

## Carrière
En tant que collectionneuse, elle commence à faire des recherches sur les objets et les personnes qui les fabriquent. Elle met également ses collections à disposition pour des expositions spéciales au Mexique et à l'étranger jusqu'à sa mort, par exemple le prêt de 99 figurines de niño dios à l'Instituto de Desarrollo Artesanal (institut de développement artisanal) de l'état de Zacatecas pour une exposition temporaire,. Elle fait également des dons à des musées au Mexique et à l'étranger, dont des textiles au Museo de Arte Popular de Sao Paulo, au Brésil, et au musée Sobichille de Sienne, en Italie,. Son don de 1 700 pièces au musée de Guanajuato permet l'ouverture d'une salle consacrée aux miniatures.
Elle fait partie intégrante de la création de musées et d'autres institutions consacrées à la promotion de l'artisanat et de l'art populaire mexicains, notamment à Hermosillo, Tabasco, Chiapas, Puebla, Jalisco, Querétaro, Veracruz, Mexico, Tuxtla Gutiérrez, Tlaxcala et Monterrey. Elle est également fondatrice ou cofondatrice d'autres institutions telles que l'association culturelle Na Bolom et l'association POPULART AC. Elle participe à la formation de la Casa de las Artesanías (maison de l'artisanat) de l'État de Mexico, du Fonds national pour le développement de l'artisanat, de l'Association Populart et de l'organisation Sna Jolobil au Chiapas,.
Son travail fait d'elle l'une des plus grandes expertes mexicaines de l'artisanat. Elle est commissaire de plus de 130 expositions, dont les plus importantes concernent le textile. Elle est juge dans plus de trois cents compétitions d'artisanat au Mexique. Elle participe également à des événements similaires à Cuba, au Venezuela, à Porto Rico, en Colombie et aux États-Unis. Pomar est aussi chercheuse, consacrant sa vie à la recherche et à la préservation des traditions communautaires et autochtones ainsi qu'à l'artisanat. Elle est directrice du Museo Nacional de Artes e Industrias Populares (musée national des arts et industries populaires) de la Commission nationale pour le développement des peuples indigènes. Elle promeut l'enseignement de l'artisanat dans les écoles afin qu'il demeure un élément vital de la culture mexicaine. Son travail de documentation de l'œuvre en cuivre à Santa Clara del Cobre lui vaut le Prix Manuel Gamio en 1985. Elle reçoit le prix d'art Diego Rivera par le congrès de l'état de Colima en 2007.